# جوزپه بارسی
جوزپه بارِسی (به ایتالیایی: Giuseppe Baresi) بازیکن سابق و مربی فوتبال اهل ایتالیا است.

## تیم ملی
از سال ۱۹۷۹ میلادی عضو تیم ملی فوتبال ایتالیا بوده و در ۱۷ بازی ملی حضور داشته‌است.
جوزپه بارسی آخرین بازی ملی خود را در سال ۱۹۸۶ میلادی انجام داد. 
او با اینتر دو عنوان قهرمانی سری آ و یک جام یوفا را از کسب کرد.

## زندگی شخصی
او برادر بزرگتر مدافع سابق و افسانه ای میلان کاپیتان فرانکو بارزی است.